# Gennaro Napoli
Gennaro Napoli (* 19. Mai 1881 in Neapel; † 28. Juni 1943 ebenda) war ein italienischer Komponist und Musikpädagoge.

## Leben und Werk
Gennaro Napoli studierte bei Camillo De Nardis und Nicola D’Arienzo am Konservatorium seiner Heimatstadt. Er gewann 1906 mit seiner dramatischen Szene Armida abbandonata den Pensionato nazionale per la musica, der seitdem nicht mehr verliehen wurde.
1912 wurde er Kompositionslehrer am Liceo Musicale und 1915 am Conservatorio di Musica in Neapel, wo er 1916 zum Professor ernannt wurde. 1926 wurde er stellvertretender Direktor des letztgenannten Institutes.
Gennaro Napoli war Hauptschriftleiter der Zeitschrift L’Arte pianistica. Er wird zum Kreis der Italienischen Symphoniker um Giuseppe Martucci gerechnet. Neben den unten namentlich angeführten Werken komponierte Napoli zahlreiche kammermusikalische Werke, Gesänge und Klavierstücke.
Der Komponist Jacopo Napoli war der Sohn Gennaro Napolis.

## Werke von  Gennaro Napoli (Auszug)
- Oper Jacopo Ortis.
- Symphonie D moll.
- Orchestersuite In montagna (1906).
- Chorwerk Il sole risorto (1909).
- Kantate Il convegno delli spiriti.